# ميناء صلالة
ميناء صلالة (بالإنجليزية: Port of Salalah)‏ يقع في جنوب سلطنة عمان في محافظة ظفار في ولاية صلالة بمنطقة ريسوت · يبعد عن مركز مدينة صلالة حوالي 20 كيلومتر، و قد استطاع ميناء صلالة أن يفرض نفسه بسرعة كمركز لاستقبال الحاويات من الدرجة الأولى على بحر العرب منذ افتتاحه في نوفمبر 1998.
خلال السنوات الأخيرة، اشتغل ميناء صلالة حسب قدرته تقريبا القصوى، و هو يتحرك وفق نمو عجيب في التجارة العالمية للحاويات، و يركز على الأهمية الملحة لهذا النوع من الموانئ. سجلت التجارة العالمية الخاصة بالحاويات نموا قويا بنسبة 12 في المائة سنة 2004، وحافظ على مستوى مريح بنسبة أكثر من 10 في المائة سنة 2005. خلال السنة الماضية، عالج ميناء صلالة حوالي 2.4 مليون من الحاويات التي يصل حجمها إلى 39 متر مكعب.

## أهمية ميناء صلالة
يتميز ميناء صلالة بموقعه الاستراتيجي بالقرب من مسار الخطوط الملاحية التي تربط بين قارتي آسيا وأوربا، كما يعد أحد الموانئ الرئيسية لتبادل الحاويات (مركزا محوريا بالمنطقة) ، ويحتوي الميناء على محطتين رئيسيتين، إحداهما للحاويات (محطة الحاويات) والأخرى للبضائع العامة (محطة الشحن العام) .
- استقبل ميناء صلالة خلال  2016م (3,028) سفينة منها (1501) سفينة حاويات، بينما بلغ عدد سفن الحاويات في عام 2015م (1336) وبلغ عدد الحاويات خلال  عام 2016م (3,325,000) حاوية نمطية بينما بلغ مجموع الحاويات في عام 2015م (2,569,000) حاوية.[1]